# 브뤼셀 북역
브뤼셀 북역(네덜란드어: Brussel-Noord 브뤼설노르트[*], 프랑스어: Bruxelles-Nord 브뤼셀노르[*])은 벨기에 브뤼셀 스하르베이크에 위치한 철도역이다. 트램 3호선과 4호선이 연결되어 있다. 일주일에 200,000명의 승객이 이용하고 있다.

## 역 개요

### 국철
탈리스 등의 고속열차 이외의 우등 열차와 일반 열차 등이 정차하고 있다. 6면 12선의 지상 역이다.